# Jacques Plante
Joseph Jacques Omer Plante (17 de janeiro de 1929 - 27 de fevereiro de 1986) foi goleiro de hóquei no gelo canadense. Plante jogou entre 1947 e 1975, ele foi considerado um dos mais importantes inovadores do hóquei no gelo. Jogou para o Montreal Canadiens entre 1953 e 1963; durante seu mandato, a equipe venceu por seis vezes a Copa Stanley, incluindo cinco vitórias consecutivas. Plante se aposentou em 1965, mas foi persuadido a voltar para a National Hockey League para jogar a expansão St. Louis Blues em 1968. Mais tarde ele foi negociado com o Toronto Maple Leafs em 1970 e para o Boston Bruins em 1973. Juntou-se a Associação Mundial de Hóquei como treinador e gerente geral para o Nordiques Quebec em 1973-74. Jogou então para o Edmonton Oilers em 1974-75, terminando sua carreira profissional com essa equipe. Plante foi o primeiro goleiro da NHL a usar uma máscara no tempo regulamentar em uma base regular. Ele desenvolveu e testou muitas versões da máscara (incluindo o precursor da máscara de hoje e a combinação capacete) com a ajuda de outros especialistas. Plante foi também, o primeiro goleiro a jogar regularmente o disco fora do seu aumento em apoio da sua equipe defensiva e muitas vezes ele instruiu seus companheiros de equipe por trás do jogo. Plante foi introduzido no Hockey Hall of Fame em 1978, foi escolhido como o goleiro do dream team do Montreal Canadiens em 1985 e foi introduzido no Panteão Sports Quebec em 1994.

## Prêmios
- Troféu Vezina - 1956, 1957, 1958, 1959, 1960, 1962 e 1969
- Liga Nacional Primeiro Hockey Team All-Star - 1956, 1959 e 1962
- Liga Nacional Segundo Hockey Team All-Star - 1958, 1960 e 1971
- Troféu Memorial Hart - 1960
- Hockey Hall of Fame - 1978
- Canadá Sports Hall of Fame - 1981

## Estatísticas da carreira

### Temporada regular
| Temporada          | Time                | Liga               | GP  | W   | L   | T   | MIN   | GA   | SO | GAA  |
| ------------------ | ------------------- | ------------------ | --- | --- | --- | --- | ----- | ---- | -- | ---- |
| 1947–48            | Montreal Royals     | QSHL               | 2   | 0   | 0   | 2   | 120   | 5    | 0  | 2.50 |
| 1947–48            | Quebec Citadelles   | QSHL               | 31  | 18  | 11  | 1   | 1840  | 87   | 2  | 2.84 |
| 1948–49            | Quebec Citadelles   | QSHL               | 64  | 42  | 12  | 10  | 3840  | 119  | 7  | 1.86 |
| 1949–50            | Montreal Royals     | QSHL               | 58  | 27  | 22  | 9   | 3480  | 180  | 0  | 3.10 |
| 1950–51            | Montreal Royals     | QSHL               | 60  | 28  | 29  | 3   | 3670  | 201  | 4  | 3.29 |
| 1951–52            | Montreal Royals     | QSHL               | 60  | 30  | 24  | 6   | 3560  | 201  | 4  | 3.39 |
| 1952–53            | Montreal Royals     | QSHL               | 29  | 20  | 8   | 1   | 1760  | 61   | 4  | 2.08 |
| 1952–53            | Montreal Canadiens  | NHL                | 3   | 2   | 0   | 1   | 180   | 4    | 0  | 1.33 |
| 1952–53            | Buffalo Bisons      | AHL                | 33  | 13  | 19  | 1   | 2000  | 114  | 2  | 3.42 |
| 1953–54            | Buffalo Bisons      | AHL                | 55  | 32  | 17  | 6   | 3370  | 148  | 3  | 2.64 |
| 1953–54            | Montreal Canadiens  | NHL                | 17  | 7   | 5   | 5   | 1020  | 27   | 5  | 1.59 |
| 1954–55            | Montreal Canadiens  | NHL                | 52  | 31  | 13  | 7   | 3080  | 110  | 5  | 2.14 |
| 1955–56            | Montreal Canadiens  | NHL                | 64  | 42  | 12  | 10  | 3840  | 119  | 7  | 1.86 |
| 1956–57            | Montreal Canadiens  | NHL                | 61  | 31  | 18  | 12  | 3660  | 123  | 9  | 2.02 |
| 1957–58            | Montreal Canadiens  | NHL                | 57  | 34  | 14  | 8   | 3386  | 119  | 9  | 2.11 |
| 1958–59            | Montreal Canadiens  | NHL                | 67  | 38  | 16  | 13  | 4000  | 144  | 9  | 2.16 |
| 1959–60            | Montreal Canadiens  | NHL                | 69  | 40  | 17  | 12  | 4140  | 175  | 3  | 2.54 |
| 1960–61            | Montreal Royals     | EPHL               | 8   | 3   | 4   | 1   | 480   | 24   | 0  | 3.00 |
| 1960–61            | Montreal Canadiens  | NHL                | 40  | 22  | 11  | 7   | 2400  | 112  | 2  | 2.80 |
| 1961–62            | Montreal Canadiens  | NHL                | 70  | 42  | 14  | 14  | 4200  | 166  | 4  | 2.37 |
| 1962–63            | Montreal Canadiens  | NHL                | 56  | 22  | 14  | 19  | 3320  | 138  | 5  | 2.49 |
| 1963–64            | New York Rangers    | NHL                | 65  | 22  | 36  | 7   | 3900  | 220  | 3  | 3.38 |
| 1964–65            | New York Rangers    | NHL                | 33  | 10  | 17  | 5   | 1938  | 109  | 2  | 3.37 |
| 1964–65            | Baltimore Clippers  | AHL                | 17  | 6   | 9   | 1   | 1018  | 51   | 1  | 3.01 |
| 1968–69            | St. Louis Blues     | NHL                | 37  | 18  | 12  | 6   | 2139  | 70   | 5  | 1.96 |
| 1969–70            | St. Louis Blues     | NHL                | 32  | 18  | 9   | 5   | 1839  | 67   | 5  | 2.19 |
| 1970–71            | Toronto Maple Leafs | NHL                | 40  | 24  | 11  | 4   | 2329  | 73   | 4  | 1.88 |
| 1971–72            | Toronto Maple Leafs | NHL                | 34  | 16  | 13  | 5   | 1965  | 86   | 2  | 2.63 |
| 1972–73            | Toronto Maple Leafs | NHL                | 32  | 8   | 14  | 6   | 1717  | 87   | 1  | 3.04 |
| 1972–73            | Boston Bruins       | NHL                | 8   | 7   | 1   | 0   | 480   | 16   | 2  | 2.00 |
| 1974–75            | Edmonton Oilers     | WHA                | 31  | 15  | 14  | 1   | 1592  | 88   | 1  | 3.32 |
| Totalização da NHL | Totalização da NHL  | Totalização da NHL | 837 | 434 | 247 | 146 | 49533 | 1965 | 82 | 2.38 |
| Totalização da WHA | Totalização da WHA  | Totalização da WHA | 31  | 15  | 14  | 1   | 1592  | 88   | 1  | 3.32 |

### Pós temporada
| Temporada          | Time                | Liga               | GP  | W  | L  | T | MIN  | GA  | SO | GAA  |
| ------------------ | ------------------- | ------------------ | --- | -- | -- | - | ---- | --- | -- | ---- |
| 1947–48            | Quebec Citadelles   | QJHL               | 9   | 4  | 5  | 0 | 545  | 28  | 2  | 3.08 |
| 1948–49            | Quebec Citadelles   | QJHL               | 13  | 7  | 6  | 0 | 790  | 43  | 0  | 3.27 |
| 1949–50            | Montreal Royals     | QSHL               | 6   | 2  | 4  | 0 | 360  | 20  | 0  | 3.00 |
| 1950–51            | Montreal Royals     | QSHL               | 7   | 2  | 5  | 0 | 420  | 26  | 1  | 3.71 |
| 1951–52            | Montreal Royals     | QSHL               | 7   | 3  | 4  | 0 | 420  | 21  | 1  | 3.00 |
| 1952–53            | Montreal Canadiens  | NHL                | 4   | 3  | 1  | 0 | 240  | 7   | 1  | 1.75 |
| 1953–54            | Montreal Canadiens  | NHL                | 8   | 5  | 3  | 0 | 480  | 15  | 2  | 1.88 |
| 1954–55            | Montreal Canadiens  | NHL                | 12  | 6  | 4  | 0 | 640  | 30  | 0  | 2.81 |
| 1955–56            | Montreal Canadiens  | NHL                | 10  | 8  | 2  | 0 | 600  | 18  | 2  | 1.80 |
| 1956–57            | Montreal Canadiens  | NHL                | 10  | 8  | 2  | 0 | 616  | 18  | 1  | 1.75 |
| 1957–58            | Montreal Canadiens  | NHL                | 10  | 8  | 2  | 0 | 618  | 20  | 1  | 1.94 |
| 1958–59            | Montreal Canadiens  | NHL                | 11  | 8  | 3  | 0 | 670  | 28  | 0  | 2.51 |
| 1959–60            | Montreal Canadiens  | NHL                | 8   | 8  | 0  | 0 | 489  | 11  | 3  | 1.35 |
| 1960–61            | Montreal Canadiens  | NHL                | 6   | 2  | 4  | 0 | 412  | 16  | 0  | 2.33 |
| 1961–62            | Montreal Canadiens  | NHL                | 6   | 2  | 4  | 0 | 360  | 19  | 0  | 3.17 |
| 1962–63            | Montreal Canadiens  | NHL                | 5   | 1  | 4  | 0 | 300  | 14  | 0  | 2.80 |
| 1964–65            | Baltimore Clippers  | AHL                | 5   | 2  | 3  | 0 | 315  | 14  | 1  | 2.67 |
| 1968–69            | St. Louis Blues     | NHL                | 10  | 8  | 2  | 0 | 589  | 14  | 3  | 1.43 |
| 1969–70            | St. Louis Blues     | NHL                | 6   | 4  | 1  | 0 | 324  | 8   | 1  | 1.48 |
| 1970–71            | Toronto Maple Leafs | NHL                | 3   | 0  | 2  | 0 | 134  | 7   | 0  | 3.13 |
| 1971–72            | Toronto Maple Leafs | NHL                | 1   | 0  | 1  | 0 | 60   | 5   | 0  | 5.00 |
| 1972–73            | Boston Bruins       | NHL                | 2   | 0  | 2  | 0 | 120  | 10  | 0  | 5.00 |
| Totalização da NHL | Totalização da NHL  | Totalização da NHL | 112 | 71 | 37 | 0 | 6652 | 240 | 14 | 2.16 |